# Рылово (Галичский район)
Рылово — деревня в Ореховском сельском поселении Галичского района Костромской области России.

## География
Деревня расположена на берегу ручья Котелок

## История
Согласно Спискам населенных мест Российской империи в 1872 году деревня относилась к 1 стану Галичского уезда Костромской губернии. В деревне числилось 7 дворов, проживало 18 мужчин и 23 женщины.
Согласно переписи населения 1897 года в деревне проживало 72 человека (35 мужчин и 37 женщин).
Согласно Списку населенных мест Костромской губернии в 1907 году деревня относилась к Котельской волости Галичского уезда Костромской губернии. По сведениям волостного правления за 1907 год в ней числилось 12 крестьянских дворов и 74 жителя. Основными занятиями жителей деревни, помимо земледелия, были плотницкий промысел и извоз.
До муниципальной реформы 2010 года деревня также входила в состав Ореховского сельского поселения.

## Население
| 2008 | 2010 | 2012 | 2014 |
| ---- | ---- | ---- | ---- |
| 5    | ↘4   | ↗5   | ↘3   |